# Arsène Heitz

La bandiera europea

Arsène Heitz (Huttenheim, 20 settembre 1908 – Épinal, 30 agosto 1989) è stato un pittore francese, noto per il suo contributo alla creazione della bandiera europea.

## La bandiera europea
Heitz lavorava per il Consiglio d'Europa. Tra il 1952 e il 1955 presentò più di venti proposte per la bandiera europea, alcune delle quali molto simili al disegno finale. È spesso indicato come l'autore della bandiera o del disegno finale, ma il percorso di creazione e scelta fu piuttosto complesso e la sua paternità non è del tutto lineare.
Il sito del Consiglio d'Europa descrive la bandiera con queste parole:

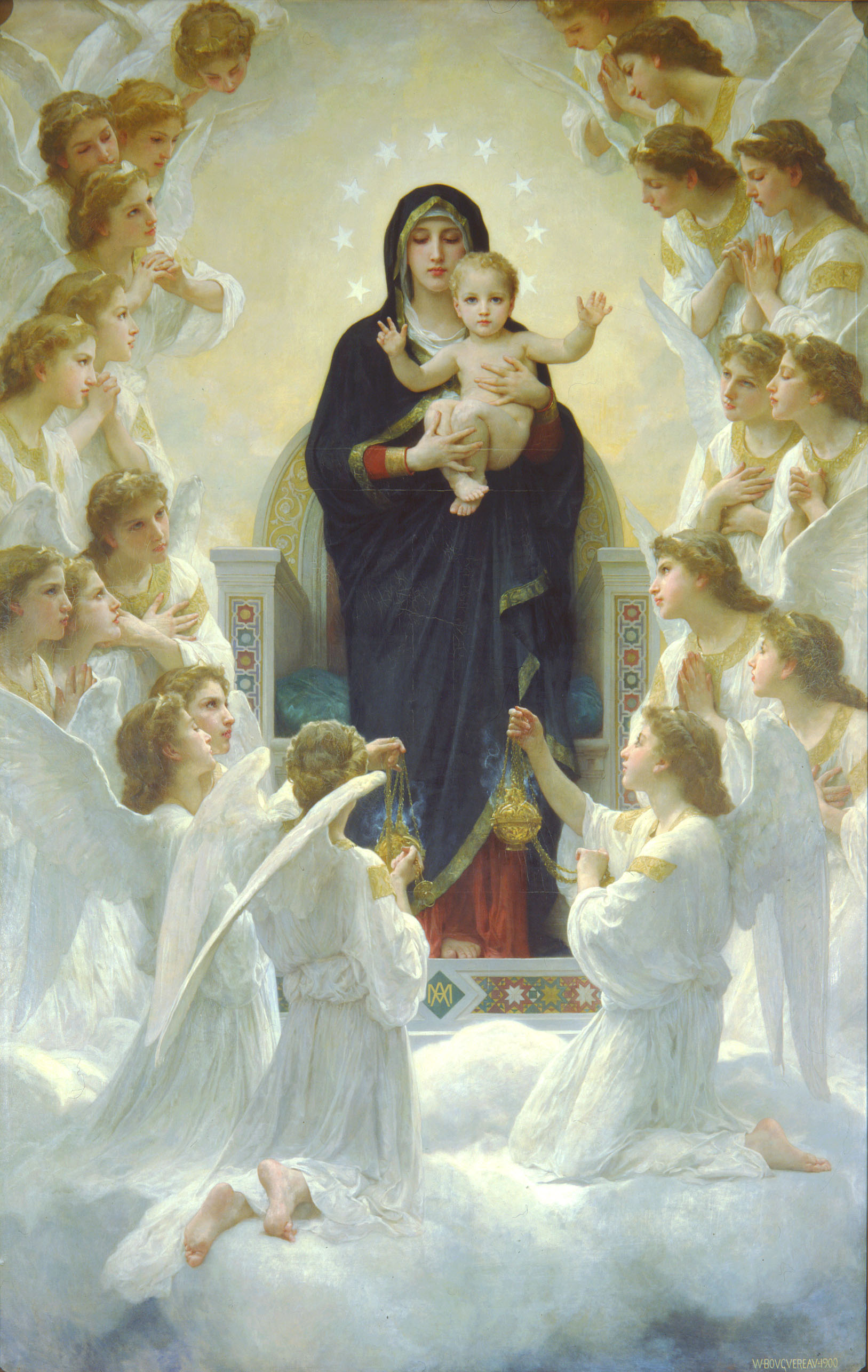
William-Adolphe Bouguereau, Regina angelorum, 1900. La Madonna è rappresentata con la tradizionale corona di stelle

Heitz, un devoto cattolico, dichiarò successivamente d'essersi ispirato all'iconografia mariana, che rappresenta tradizionalmente la Madonna con una corona di stelle in numero di dodici. Le dodici stelle sono presenti anche sul bordo della medaglia miracolosa, che Heitz portava sempre con sé. Quest'iconografia nasce da un passo del libro dell'Apocalisse, in cui la donna dell'Apocalisse, identificata con la Madonna, è descritta con una corona di dodici stelle; questa simbologia astronomica riprenderebbe un passo della Genesi e sarebbe un riferimento ai dodici figli di Giacobbe, capostipiti delle dodici tribù d'Israele.

## Galleria
Alcune delle proposte presentate da Heitz.
